# Pork Soda
Pork Soda — третий студийный альбом американской метал-группы Primus, выпущенный 20 апреля 1993 года и сертифицированный, как «золотой» в сентябре того же года и как «платиновый» в мае 1997 года.

## Музыка и тексты
Альбом демонстрирует более мрачное звучание, чем предыдущие работы Primus, с текстами, посвященными убийству («My Name Is Mud»), самоубийству («Bob») и отчуждению («Nature Boy»). Группа отметила, что до записи они гастролировали в течение почти двух полных лет и поэтому были в мрачном настроении, хотя в интервью 2015 года фронтмен Лес Клейпул описал годы, окружающие альбом, как «хорошие времена, счастливые времена. Не то чтобы мы отражали какую-то личную драму или что-то в этом роде».
Что касается песни «Wounded Knee», барабанщик Тим Александр сказал: «Мне нужно было название. Я читал эту книгу под названием «Схороните моё сердце у Вундед-Ни» (англ. Bury My Heart at Wounded Knee). Это было то, о чем я никогда раньше не задумывался... Я имею в виду, как возникла эта страна. Нас учат гордиться всем этим. Но многое из того, что у нас есть, основано на лжи и обмане. Они учат вас только тому, что хотят, чтобы вы знали. Я надеюсь, что люди увидят название песни и оценят его. В следующий раз, когда вы дослушаете до «Wounded Knee», попробуйте соединить историю и музыку. Ритм и пульс, в этом есть что-то то злое, то мирное».

## Отзывы критиков
| Оценки критиков               | Оценки критиков |
| Источник                      | Оценка          |
| ----------------------------- | --------------- |
| AllMusic                      | [ 5 ]           |
| Chicago Tribune               | [ 6 ]           |
| Christgau's Consumer Guide    | [ 7 ]           |
| Entertainment Weekly          | B               |
| Q                             | [ 8 ]           |
| Rolling Stone                 | [ 9 ]           |
| Spin Alternative Record Guide | [ 10 ]          |

В своем обзоре для AllMusic Стив Хьюи утверждает, что Pork Soda — «одна из самых странных пластинок, когда-либо дебютировавших в десятке лучших чарта Billboard». Он отмечает, что альбом «демонстрирует постоянно растущий уровень музыкального уровня группы» и что «[их] групповое взаимодействие продолжает становиться всё более сложным и музыкальным», хотя «[материал] не так последователен, как Seas of Cheese». Он подытоживает тем, что «группа продолжает находить новые вариации своего фирменного звучания, даже если они никогда не выходят за его рамки». В обзоре альбома для Entertainment Weekly Дебора Фрост отмечает, что группа начинает «склеиваться». Она описывает Pork Soda как «тупой» альбом «в стиле Заппы». В своём обзоре альбома Роберт Кристгау называет Primus «вполне возможно, самой странной группой из топ-10 за всю историю, и это хорошо для них». Том Синклер для Rolling Stone описывает альбом как «смесь элементов, у которых нет причин объединяться в разумную вселенную», отмечая, что «группа отсылает к The Mothers of Invention образца 1969 года и Капитану Бифхарту времён Trout Mask Replica также часто, как это делает Джордж Клинтон или Бутси Коллинз.

## Список композиций
Все тексты написаны Лес Клейпул, вся музыка написана Primus.
| №   | Название | Длительность |
| --- | --- | ------------ |
| 1.  | «Pork Chop's Little Ditty» (инструментальная)                                                                | 0:21         |
| 2.  | «My Name Is Mud»                                                                                             | 4:48         |
| 3.  | «Welcome to This World»                                                                                      | 3:40         |
| 4.  | «Bob» | 4:40         |
| 5.  | «DMV» | 4:58         |
| 6.  | «The Ol' Diamondback Sturgeon (Fisherman's Chronicles, Part 3)»                                              | 4:39         |
| 7.  | «Nature Boy»                                                                                                 | 5:35         |
| 8.  | «Wounded Knee» (instrumental)                                                                                | 2:25         |
| 9.  | «Pork Soda»                                                                                                  | 2:20         |
| 10. | «The Pressman»                                                                                               | 5:11         |
| 11. | «Mr. Krinkle»                                                                                                | 5:27         |
| 12. | «The Air Is Getting Slippery»                                                                                | 2:31         |
| 13. | «Hamburger Train» (инструментальная; в начале присутствует аудио семпл Пола Рубенса из фильма «Укуренные 3») | 8:11         |
| 14. | «Pork Chop's Little Ditty» (инструментальная)                                                                | 1:03         |
| 15. | «Hail Santa» (инструментальная)                                                                              | 1:51         |

## Участники записи
Primus
- Лес Клейпул — вокал, бас-гитара, мандолина (треки 1 и 14), контрабас
- Ларри Лалонд — электрогитара, банджо (треки 12 и 15)
- Тим «Herb» Александр — ударные, перкуссия, маримба, велосипедный звонок (трек 15)

Производственный персонал
- Дерек Фезерстоун — звукоинженер
- Лесли Джерард-Смит — координатор проекта
- Джон Голден, K-Disk — мастеринг
- Мэнни ЛаКаррубба, Нил Кинг, Кент Матке — дополнительные инженеры
- Рон Риглер — инженер

Художественное оформление
- Джей Блейксбург — обложка и фотографии
- Лэнс «Линк» Монтойя — скульптура
- Снап — аэрография

## Чарты
Альбом
| Чарт (1993–94)                   | Высшая позиция |
| -------------------------------- | -------------- |
| Australian Albums (ARIA)         | 54             |
| Новая Зеландия (RMNZ)            | 45             |
| Великобритания (UK Albums Chart) | 56             |
| США (Billboard 200)              | 7              |

Синглы
| Год  | Сингл            | Чарт                  | Позиция |
| ---- | ---------------- | --------------------- | ------- |
| 1993 | "My Name Is Mud" | US Modern Rock Tracks | 9       |